# Tetrapedia curvitarsis
Tetrapedia curvitarsis är en biart som beskrevs av Heinrich Friese 1899. Tetrapedia curvitarsis ingår i släktet Tetrapedia och familjen långtungebin. Inga underarter finns listade i Catalogue of Life.